# Fourrure (menuiserie)
Pour les articles homonymes, voir Fourrure (homonymie).
Une fourrure est, en menuiserie, une pièce « servant à compenser un vide, à masquer un joint ou un défaut ».

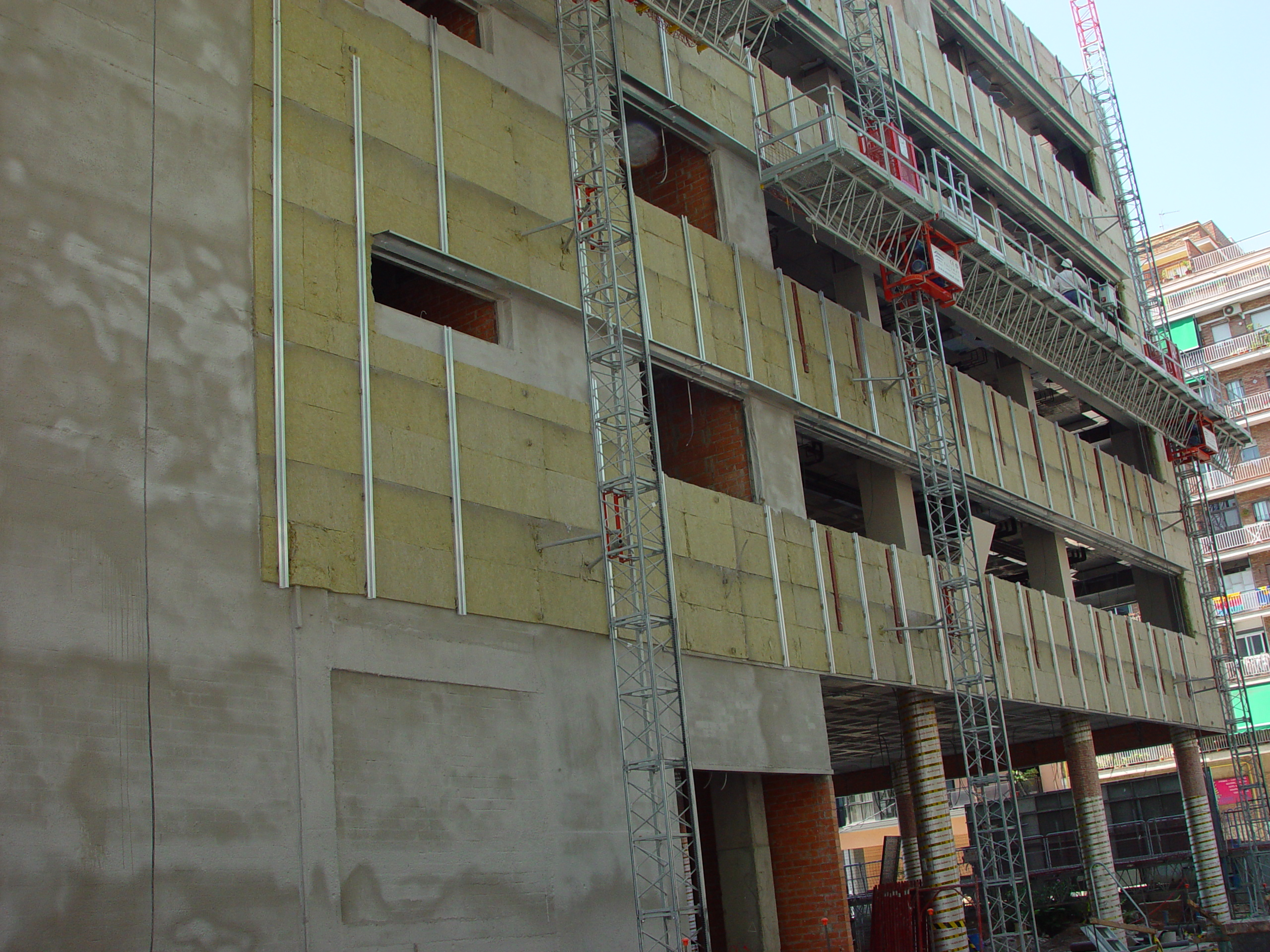
Photographie prise le 28 mai 2008 d'une fourrure (menuiserie)

## Description
- derrière un lambris pour l'appuyer, le mettre d'aplomb ou pouvoir le clouer,
- pour remplir un vide derrière un ébrasement,
- sur un plancher pour poser le parquet quand il n'y a pas assez de hauteur pour y mettre des lambourdes.